# 18e étape du Tour de France 2025
Pour un article plus général, voir Tour de France 2025.
La 18e étape du Tour de France 2025 se déroule le jeudi 24 juillet 2025 entre Vif et le col de la Loze, à Courchevel, sur une distance de 171,5 kilomètres.

## Parcours de l'étape
Disputée le jeudi 24 juillet, la 18e étape est considérée comme « l'étape reine » de cette édition. Longue de 171,5 km entre Vif et le sommet du col de la Loze, à Courchevel, elle cumule un dénivelé positif impressionnant de 5 792 mètres. Après une quarantaine de kilomètres de vallée montante, les coureurs affrontent le col du Glandon (21,7 km à 5,1 %), suivi d’une descente technique vers La Chambre. Vient ensuite l’ascension du col de la Madeleine (19,2 km à 7,9 %), la plus difficile de la journée, avant de replonger vers Moûtiers. Une dernière portion de 15 km de vallée précède l’ascension finale du col de la Loze (26,4 km à 6,5 %), montée interminable et particulièrement sélective dans ses quatre derniers kilomètres. L’arrivée est jugée au sommet, à l’issue d’une ligne droite finale de 80 m. Étape monumentale de haute montagne, elle pourrait jouer un rôle décisif dans l’issue du classement général.
Les points pour le classement de la montagne sont doublés au sommet du col de la Loze, sommet le plus élevé de l'édition 2025 qui attribue le souvenir Henri-Desgrange.

## Déroulement de la course
Au début de la course, l'équipe Lidl-Trek prend les choses en main afin de protéger le maillot vert Jonathan Milan et ne pas laisser une échappée sortir avant le sprint intermédiaire. C'est Milan lui-même qui passe en tête sur la ligne du sprint et marque 20 points supplémentaires. Plusieurs coureurs, comme Wout van Aert (Visma-Lease a Bike), attaquent et tentent leur chance mais cela ne donne rien. À 145 km de l'arrivée, un groupe de 40 coureurs prend quelques longueurs d’avance sur le peloton. Le Belge Tim Wellens (UAE Emirates XRG) sort du groupe des fuyards, il possède une dizaine de secondes sur ses poursuivants, van Aert, Lutsenko (Israel-Premier Tech), Groves (Alpecin-Deceuninck), et Rutsh (Intermarché-Wanty) qui le rejoignent. Ils sont quatre coureurs en tête avec une trentaine de secondes d'avance sur le premier groupe de poursuivants au pied du col du Glandon (21,7 km à 5,1 %). Dans l'ascension Groves lâche prise, van Aert se relève à son tour, ils ne sont alors plus que deux aux commandes de la course. Derrière, plusieurs coureurs sont partis en chasse : Primož Roglič (Red Bull-Bora-Hansgrohe), Felix Gall (Decathlon-AG2R La Mondiale), Matteo Jorgenson (Visma-Lease a Bike), Lenny Martinez (Bahrain Victorious) et Michael Woods (Israel-Premier Tech). Deux hommes, Michael Storer (Tudor) et Thymen Arensman (Ineos Grenadiers) sortent ensuite du peloton et rejoignent le groupe Roglič. À 122,8 km de l'arrivée, la jonction est faite avec les deux hommes de tête, ils sont désormais 14 coureurs à ouvrir la route. Le groupe maillot jaune est pointé à 1 min 12 s. Lenny Martinez passe en premier au sommet du col du Glandon devant Arensman.
Après avoir accéléré dans la descente, Arensman et Jorgenson se retrouvent seuls en tête. À 86 km du terme de l'étape, le porteur du maillot à pois, qui a été lâché dans la descente, accuse un retard de 2 min 18 s sur les deux hommes de tête. Sous l'impulsion de l'équipe Visma-Lease à Bike, le groupe maillot jaune explose. À 70 km de l'arrivée, l'échappée est rejointe par Pogačar (UAE Emirates XRG) et Vingegaard (Visma-Lease a Bike), tandis qu'en tête ils ne sont plus que 7 coureurs. Au sommet du col de la Madeleine (19,2 km à 7,9 %), c'est Vingegaard qui passe en tête.
Dans la vallée les attaques fusent. Felix Gall accélère puis un peu plus loin Florian Lipowitz (Red Bull-Bora-Hansgrohe) profite du marquage entre les deux favoris du Tour pour sortir du groupe maillot jaune qui est désorganisé. Dans la montée du col de la Loze (26,5 km à 6,5 %), deux hommes sont en tête : Einer Rubio (Movistar) et Ben O'Connor (Jayco AlUla), suivis à 34 s par Matteo Jorgenson et à 1 min 10 s par Florian Lipowitz. Le peloton est pointé à 3 min 30 s. Au cours de la montée, Arensman décroche du groupe maillot jaune. À 16 km de l'arrivée, O'Connor accélère, son compagnon d'échappée Einer Rubio ne parvient pas à le suivre. L'Australien part en solitaire et file vers la victoire. Derrière, Lipowitz est distancé, alors que Vingegaard attaque à 1 km de la ligne d'arrivée mais ne parvient pas à se défaire de Pogačar. O'Connor remporte l'étape reine de ce Tour, devant le maillot jaune qui arrive à 1 min 45 s, Vingegaard prend la troisième place avec 1 min 54 s de retard sur le vainqueur de l'étape.
Lenny Martinez (Bahrain-Victorious) a été sanctionné pour avoir utilisé la technique interdite du « bidon collé » dans l’ascension du col du Glandon. Il a écopé d’une pénalité de 8 points au classement du meilleur grimpeur, passant ainsi de 80 à 72 points, et rétrogradant à la 3e place derrière Tadej Pogačar et Jonas Vingegaard. En plus de cette sanction, le coureur français a reçu une amende de 200 francs suisses, une pénalité de 15 points au classement UCI, ainsi qu'une pénalité de 10 secondes au classement général.

## Résultats
Cette section présente les résultats et prix obtenus au cours de l'étape.

### Classement de l'étape
| Classement de la 18e étape | Classement de la 18e étape | Classement de la 18e étape | Classement de la 18e étape | Classement de la 18e étape |
|                            | Coureur                    | Pays                       | Équipe                     | Temps                      |
| -------------------------- | -------------------------- | -------------------------- | -------------------------- | -------------------------- |
| 1er                        | Ben O'Connor               | Australie                  | Jayco AlUla                | en 5 h 3 min 47 s          |
| 2e                         | Tadej Pogačar              | Slovénie                   | UAE Emirates XRG           | + 1 min 45 s               |
| 3e                         | Jonas Vingegaard           | Danemark                   | Visma-Lease a Bike         | + 1 min 54 s               |
| 4e                         | Oscar Onley                | Royaume-Uni                | Picnic-PostNL              | + 1 min 58 s               |
| 5e                         | Einer Rubio Reyes          | Colombie                   | Movistar                   | + 2 min 0 s                |
| 6e                         | Felix Gall                 | Autriche                   | Decathlon-AG2R La Mondiale | + 2 min 25 s               |
| 7e                         | Primož Roglič              | Slovénie                   | Red Bull-Bora-Hansgrohe    | + 2 min 46 s               |
| 8e                         | Adam Yates                 | Royaume-Uni                | UAE Emirates XRG           | + 3 min 3 s                |
| 9e                         | Tobias Johannessen         | Norvège                    | Uno-X Mobility             | + 3 min 9 s                |
| 10e                        | Sepp Kuss                  | États-Unis                 | Visma-Lease a Bike         | + 3 min 26 s               |
| modifier                   |                            |                            |                            |                            |

### Bonifications en temps
|   | Coureur          | Pays      | Équipe             | Bonifications |
| - | ---------------- | --------- | ------------------ | ------------- |
| 1 | Ben O'Connor     | Australie | Jayco AlUla        | 10 s          |
| 2 | Tadej Pogačar    | Slovénie  | UAE Emirates XRG   | 6 s           |
| 3 | Jonas Vingegaard | Danemark  | Visma-Lease a Bike | 4 s           |

### Points attribués
| Sprint intermédiaire Rioupéroux (km 23,7) | Sprint intermédiaire Rioupéroux (km 23,7) | Sprint intermédiaire Rioupéroux (km 23,7) | Sprint intermédiaire Rioupéroux (km 23,7) | Sprint intermédiaire Rioupéroux (km 23,7) |
| ----------------------------------------- | ----------------------------------------- | ----------------------------------------- | ----------------------------------------- | ----------------------------------------- |
|                                           | Coureur                                   | Pays                                      | Équipe                                    | Point(s)                                  |
| 1er                                       | Jonathan Milan                            | Italie                                    | Lidl-Trek                                 | 20                                        |
| 2e                                        | Biniam Girmay                             | Érythrée                                  | Intermarché-Wanty                         | 17                                        |
| 3e                                        | Anthony Turgis                            | France                                    | TotalEnergies                             | 15                                        |
| 4e                                        | Jonas Abrahamsen                          | Norvège                                   | Uno-X Mobility                            | 13                                        |
| 5e                                        | Tim Wellens                               | Belgique                                  | UAE Emirates XRG                          | 11                                        |
| 6e                                        | Quinn Simmons                             | États-Unis                                | Lidl-Trek                                 | 10                                        |
| 7e                                        | Edward Theuns                             | Belgique                                  | Lidl-Trek                                 | 9                                         |
| 8e                                        | Wout Van Aert                             | Belgique                                  | Visma-Lease a Bike                        | 8                                         |
| 9e                                        | Thibau Nys                                | Belgique                                  | Lidl-Trek                                 | 7                                         |
| 10e                                       | Emanuel Buchmann                          | Allemagne                                 | Cofidis                                   | 6                                         |
| 11e                                       | Matej Mohorič                             | Slovénie                                  | Bahrain Victorious                        | 5                                         |
| 12e                                       | Toms Skujiņš                              | Lettonie                                  | Lidl-Trek                                 | 4                                         |
| 13e                                       | Davide Ballerini                          | Italie                                    | XDS Astana                                | 3                                         |
| 14e                                       | Lenny Martinez                            | France                                    | Bahrain Victorious                        | 2                                         |
| 15e                                       | Simone Consonni                           | Italie                                    | Lidl-Trek                                 | 1                                         |
| modifier                                  |                                           |                                           |                                           |                                           |

| Arrivée d'étape Courchevel - Col de la Loze (km 171,5) | Arrivée d'étape Courchevel - Col de la Loze (km 171,5) | Arrivée d'étape Courchevel - Col de la Loze (km 171,5) | Arrivée d'étape Courchevel - Col de la Loze (km 171,5) | Arrivée d'étape Courchevel - Col de la Loze (km 171,5) |
| ------------------------------------------------------ | ------------------------------------------------------ | ------------------------------------------------------ | ------------------------------------------------------ | ------------------------------------------------------ |
|                                                        | Coureur                                                | Pays                                                   | Équipe                                                 | Point(s)                                               |
| 1er                                                    | Ben O'Connor                                           | Australie                                              | Jayco AlUla                                            | 20                                                     |
| 2e                                                     | Tadej Pogačar                                          | Slovénie                                               | UAE Emirates XRG                                       | 17                                                     |
| 3e                                                     | Jonas Vingegaard                                       | Danemark                                               | Visma-Lease a Bike                                     | 15                                                     |
| 4e                                                     | Oscar Onley                                            | Royaume-Uni                                            | Picnic-PostNL                                          | 13                                                     |
| 5e                                                     | Einer Rubio Reyes                                      | Colombie                                               | Movistar                                               | 11                                                     |
| 6e                                                     | Felix Gall                                             | Autriche                                               | Decathlon-AG2R La Mondiale                             | 10                                                     |
| 7e                                                     | Primož Roglič                                          | Slovénie                                               | Red Bull-Bora-Hansgrohe                                | 9                                                      |
| 8e                                                     | Adam Yates                                             | Royaume-Uni                                            | UAE Emirates XRG                                       | 8                                                      |
| 9e                                                     | Tobias Johannessen                                     | Norvège                                                | Uno-X Mobility                                         | 7                                                      |
| 10e                                                    | Sepp Kuss                                              | États-Unis                                             | Visma-Lease a Bike                                     | 6                                                      |
| 11e                                                    | Florian Lipowitz                                       | Allemagne                                              | Red Bull-Bora-Hansgrohe                                | 5                                                      |
| 12e                                                    | Kévin Vauquelin                                        | France                                                 | Arkéa-B&B Hotels                                       | 4                                                      |
| 13e                                                    | Jhonatan Narváez                                       | Équateur                                               | UAE Emirates XRG                                       | 3                                                      |
| 14e                                                    | Sergio Higuita                                         | Colombie                                               | XDS Astana                                             | 2                                                      |
| 15e                                                    | Michael Storer                                         | Australie                                              | Tudor                                                  | 1                                                      |
| modifier                                               |                                                        |                                                        |                                                        |                                                        |

### Cols et côtes
| Col du Glandon (km 62,3) Hors catégorie (21,7 km à 5,1 %) | Col du Glandon (km 62,3) Hors catégorie (21,7 km à 5,1 %) | Col du Glandon (km 62,3) Hors catégorie (21,7 km à 5,1 %) | Col du Glandon (km 62,3) Hors catégorie (21,7 km à 5,1 %) | Col du Glandon (km 62,3) Hors catégorie (21,7 km à 5,1 %) |
| --------------------------------------------------------- | --------------------------------------------------------- | --------------------------------------------------------- | --------------------------------------------------------- | --------------------------------------------------------- |
|                                                           | Coureur                                                   | Pays                                                      | Équipe                                                    | Point(s)                                                  |
| 1er                                                       | Lenny Martinez                                            | France                                                    | Bahrain Victorious                                        | 20                                                        |
| 2e                                                        | Thymen Arensman                                           | Pays-Bas                                                  | Ineos Grenadiers                                          | 15                                                        |
| 3e                                                        | Matteo Jorgenson                                          | États-Unis                                                | Visma-Lease a Bike                                        | 12                                                        |
| 4e                                                        | Gregor Mühlberger                                         | Autriche                                                  | Movistar                                                  | 10                                                        |
| 5e                                                        | Bruno Armirail                                            | France                                                    | Decathlon-AG2R La Mondiale                                | 8                                                         |
| 6e                                                        | Felix Gall                                                | Autriche                                                  | Decathlon-AG2R La Mondiale                                | 6                                                         |
| 7e                                                        | Einer Rubio Reyes                                         | Colombie                                                  | Movistar                                                  | 4                                                         |
| 8e                                                        | Primož Roglič                                             | Slovénie                                                  | Red Bull-Bora-Hansgrohe                                   | 2                                                         |
| modifier                                                  |                                                           |                                                           |                                                           |                                                           |

| Col de la Madeleine (km 104,6) Hors catégorie (19,2 km à 7,9 %) | Col de la Madeleine (km 104,6) Hors catégorie (19,2 km à 7,9 %) | Col de la Madeleine (km 104,6) Hors catégorie (19,2 km à 7,9 %) | Col de la Madeleine (km 104,6) Hors catégorie (19,2 km à 7,9 %) | Col de la Madeleine (km 104,6) Hors catégorie (19,2 km à 7,9 %) |
| --------------------------------------------------------------- | --------------------------------------------------------------- | --------------------------------------------------------------- | --------------------------------------------------------------- | --------------------------------------------------------------- |
|                                                                 | Coureur                                                         | Pays                                                            | Équipe                                                          | Point(s)                                                        |
| 1er                                                             | Jonas Vingegaard                                                | Danemark                                                        | Visma-Lease a Bike                                              | 20                                                              |
| 2e                                                              | Tadej Pogačar                                                   | Slovénie                                                        | UAE Emirates XRG                                                | 15                                                              |
| 3e                                                              | Matteo Jorgenson                                                | États-Unis                                                      | Visma-Lease a Bike                                              | 12                                                              |
| 4e                                                              | Felix Gall                                                      | Autriche                                                        | Decathlon-AG2R La Mondiale                                      | 10                                                              |
| 5e                                                              | Primož Roglič                                                   | Slovénie                                                        | Red Bull-Bora-Hansgrohe                                         | 8                                                               |
| 6e                                                              | Ben O'Connor                                                    | Australie                                                       | Jayco AlUla                                                     | 6                                                               |
| 7e                                                              | Einer Rubio Reyes                                               | Colombie                                                        | Movistar                                                        | 4                                                               |
| 8e                                                              | Thymen Arensman                                                 | Pays-Bas                                                        | Ineos Grenadiers                                                | 2                                                               |
| modifier                                                        |                                                                 |                                                                 |                                                                 |                                                                 |

| \| Courchevel - Col de la Loze Souvenir Henri-Desgrange (km 171,5) Hors catégorie (26,4 km à 6,5 %) \| Courchevel - Col de la Loze Souvenir Henri-Desgrange (km 171,5) Hors catégorie (26,4 km à 6,5 %) \| Courchevel - Col de la Loze Souvenir Henri-Desgrange (km 171,5) Hors catégorie (26,4 km à 6,5 %) \| Courchevel - Col de la Loze Souvenir Henri-Desgrange (km 171,5) Hors catégorie (26,4 km à 6,5 %) \| Courchevel - Col de la Loze Souvenir Henri-Desgrange (km 171,5) Hors catégorie (26,4 km à 6,5 %) \| \| ------------------------------------------------------------------------------------------------ \| ------------------------------------------------------------------------------------------------ \| ------------------------------------------------------------------------------------------------ \| ------------------------------------------------------------------------------------------------ \| ------------------------------------------------------------------------------------------------ \| \| \| Coureur \| Pays \| Équipe \| Point(s) \| \| 1er \| Ben O'Connor \| Australie \| Jayco AlUla \| 40 \| \| 2e \| Tadej Pogačar \| Slovénie \| UAE Emirates XRG \| 30 \| \| 3e \| Jonas Vingegaard \| Danemark \| Visma-Lease a Bike \| 24 \| \| 4e \| Oscar Onley \| Royaume-Uni \| Picnic-PostNL \| 20 \| \| 5e \| Einer Rubio Reyes \| Colombie \| Movistar \| 16 \| \| 6e \| Felix Gall \| Autriche \| Decathlon-AG2R La Mondiale \| 12 \| \| 7e \| Primož Roglič \| Slovénie \| Red Bull-Bora-Hansgrohe \| 8 \| \| 8e \| Adam Yates \| Royaume-Uni \| UAE Emirates XRG \| 4 \| \| modifier \| \| \| \| \| |                   |             |                            |          |
| Courchevel - Col de la Loze Souvenir Henri-Desgrange (km 171,5) Hors catégorie (26,4 km à 6,5 %) |                   |             |                            |          |
| | Coureur           | Pays        | Équipe                     | Point(s) |
| 1er | Ben O'Connor      | Australie   | Jayco AlUla                | 40       |
| 2e | Tadej Pogačar     | Slovénie    | UAE Emirates XRG           | 30       |
| 3e | Jonas Vingegaard  | Danemark    | Visma-Lease a Bike         | 24       |
| 4e | Oscar Onley       | Royaume-Uni | Picnic-PostNL              | 20       |
| 5e | Einer Rubio Reyes | Colombie    | Movistar                   | 16       |
| 6e | Felix Gall        | Autriche    | Decathlon-AG2R La Mondiale | 12       |
| 7e | Primož Roglič     | Slovénie    | Red Bull-Bora-Hansgrohe    | 8        |
| 8e | Adam Yates        | Royaume-Uni | UAE Emirates XRG           | 4        |
| modifier |                   |             |                            |          |

| Coureur        | Pays   | Équipe             | Pénalité |
| -------------- | ------ | ------------------ | -------- |
| Lenny Martinez | France | Bahrain Victorious | 8 points |

### Souvenir Henri-Desgrange
Le Souvenir Henri-Desgrange récompense le coureur passé en tête au sommet du plus haut col du parcours. Il s'agit cette année du col de la Loze :
- Ben O'Connor (Jayco AlUla)

### Prix de la combativité
- Ben O'Connor (Jayco AlUla)

## Classements à l'issue de l'étape
Cette section présente le classement général et les différents classements annexes à l'issue de l'étape.

### Classement général
| Classement général | Classement général | Classement général | Classement général         | Classement général  |
|                    | Coureur            | Pays               | Équipe                     | Temps               |
| ------------------ | ------------------ | ------------------ | -------------------------- | ------------------- |
| 1er                | Tadej Pogačar      | Slovénie           | UAE Emirates XRG           | en 66 h 55 min 42 s |
| 2e                 | Jonas Vingegaard   | Danemark           | Visma-Lease a Bike         | + 4 min 26 s        |
| 3e                 | Florian Lipowitz   | Allemagne          | Red Bull-Bora-Hansgrohe    | + 11 min 1 s        |
| 4e                 | Oscar Onley        | Royaume-Uni        | Picnic-PostNL              | + 11 min 23 s       |
| 5e                 | Primož Roglič      | Slovénie           | Red Bull-Bora-Hansgrohe    | + 12 min 49 s       |
| 6e                 | Felix Gall         | Autriche           | Decathlon-AG2R La Mondiale | + 15 min 36 s       |
| 7e                 | Kévin Vauquelin    | France             | Arkéa-B&B Hotels           | + 16 min 15 s       |
| 8e                 | Tobias Johannessen | Norvège            | Uno-X Mobility             | + 18 min 31 s       |
| 9e                 | Ben Healy          | Irlande            | EF Education-EasyPost      | + 25 min 41 s       |
| 10e                | Ben O'Connor       | Australie          | Jayco AlUla                | + 29 min 19 s       |
| modifier           |                    |                    |                            |                     |

| Classement par points | Classement par points | Classement par points | Classement par points | Classement par points |
| --------------------- | --------------------- | --------------------- | --------------------- | --------------------- |
|                       | Coureur               | Pays                  | Équipe                | Point(s)              |
| 1er                   | Jonathan Milan        | Italie                | Lidl-Trek             | 332 points            |
| 2e                    | Tadej Pogačar         | Slovénie              | UAE Emirates XRG      | 257 pts               |
| 3e                    | Biniam Girmay         | Érythrée              | Intermarché-Wanty     | 196 pts               |
| 4e                    | Jonas Vingegaard      | Danemark              | Visma-Lease a Bike    | 165 pts               |
| 5e                    | Tim Merlier           | Belgique              | Soudal Quick-Step     | 156 pts               |
| 6e                    | Anthony Turgis        | France                | TotalEnergies         | 154 pts               |
| 7e                    | Jonas Abrahamsen      | Norvège               | Uno-X Mobility        | 143 pts               |
| 8e                    | Arnaud De Lie         | Belgique              | Lotto                 | 110 pts               |
| 9e                    | Quinn Simmons         | États-Unis            | Lidl-Trek             | 110 pts               |
| 10e                   | Oscar Onley           | Royaume-Uni           | Picnic-PostNL         | 104 pts               |
| modifier              |                       |                       |                       |                       |

| Classement du meilleur grimpeur | Classement du meilleur grimpeur | Classement du meilleur grimpeur | Classement du meilleur grimpeur | Classement du meilleur grimpeur |
| ------------------------------- | ------------------------------- | ------------------------------- | ------------------------------- | ------------------------------- |
|                                 | Coureur                         | Pays                            | Équipe                          | Point(s)                        |
| 1er                             | Tadej Pogačar                   | Slovénie                        | UAE Emirates XRG                | 105 points                      |
| 2e                              | Jonas Vingegaard                | Danemark                        | Visma-Lease a Bike              | 89 pts                          |
| 3e                              | Lenny Martinez                  | France                          | Bahrain Victorious              | 72 pts                          |
| 4e                              | Thymen Arensman                 | Pays-Bas                        | Ineos Grenadiers                | 65 pts                          |
| 5e                              | Ben O'Connor                    | Australie                       | Jayco AlUla                     | 51 pts                          |
| 6e                              | Felix Gall                      | Autriche                        | Decathlon-AG2R La Mondiale      | 40 pts                          |
| 7e                              | Michael Woods                   | Canada                          | Israel-Premier Tech             | 38 pts                          |
| 8e                              | Valentin Paret-Peintre          | France                          | Soudal Quick-Step               | 36 pts                          |
| 9e                              | Ben Healy                       | Irlande                         | EF Education-EasyPost           | 35 pts                          |
| 10e                             | Oscar Onley                     | Royaume-Uni                     | Picnic-PostNL                   | 34 pts                          |
| modifier                        |                                 |                                 |                                 |                                 |

| Classement général du meilleur jeune | Classement général du meilleur jeune | Classement général du meilleur jeune | Classement général du meilleur jeune | Classement général du meilleur jeune |
|                                      | Coureur                              | Pays                                 | Équipe                               | Temps                                |
| ------------------------------------ | ------------------------------------ | ------------------------------------ | ------------------------------------ | ------------------------------------ |
| 1er                                  | Florian Lipowitz                     | Allemagne                            | Red Bull-Bora-Hansgrohe              | en 67 h 6 min 43 s                   |
| 2e                                   | Oscar Onley                          | Royaume-Uni                          | Picnic-PostNL                        | + 22 s                               |
| 3e                                   | Kévin Vauquelin                      | France                               | Arkéa-B&B Hotels                     | + 5 min 14 s                         |
| 4e                                   | Ben Healy                            | Irlande                              | EF Education-EasyPost                | + 14 min 40 s                        |
| 5e                                   | Ilan Van Wilder                      | Belgique                             | Soudal Quick-Step                    | + 1 h 49 min 9 s                     |
| 6e                                   | Raúl García Pierna                   | Espagne                              | Arkéa-B&B Hotels                     | + 1 h 53 min 4 s                     |
| 7e                                   | Romain Grégoire                      | France                               | Groupama-FDJ                         | + 1 h 57 min 30 s                    |
| 8e                                   | Alex Baudin                          | France                               | EF Education-EasyPost                | + 2 h 16 min 34 s                    |
| 9e                                   | Joseph Blackmore                     | Royaume-Uni                          | Israel-Premier Tech                  | + 2 h 18 min 29 s                    |
| 10e                                  | Quinn Simmons                        | États-Unis                           | Lidl-Trek                            | + 2 h 27 min 51 s                    |
| modifier                             |                                      |                                      |                                      |                                      |

| Classement par équipes | Classement par équipes     | Classement par équipes | Classement par équipes |
|                        | Équipe                     | Pays                   | Temps                  |
| ---------------------- | -------------------------- | ---------------------- | ---------------------- |
| 1re                    | Visma-Lease a Bike         | Pays-Bas               | en 201 h 36 min 51 s   |
| 2e                     | UAE Emirates XRG           | Émirats arabes unis    | + 14 min 0 s           |
| 3e                     | Red Bull-Bora-Hansgrohe    | Allemagne              | + 1 h 3 min 46 s       |
| 4e                     | Arkéa-B&B Hotels           | France                 | + 1 h 48 min 18 s      |
| 5e                     | Decathlon-AG2R La Mondiale | France                 | + 2 h 5 min 9 s        |
| 6e                     | Movistar                   | Espagne                | + 2 h 34 min 8 s       |
| 7e                     | Ineos Grenadiers           | Royaume-Uni            | + 2 h 49 min 40 s      |
| 8e                     | Groupama-FDJ               | France                 | + 3 h 4 min 43 s       |
| 9e                     | Picnic-PostNL              | Pays-Bas               | + 3 h 5 min 18 s       |
| 10e                    | XDS Astana                 | Kazakhstan             | + 3 h 5 min 18 s       |
| modifier               |                            |                        |                        |

## Abandons
Trois coureurs ont abandonné au cours de l'étape : 
- Cyril Barthe (Groupama-FDJ), non partant ;
- Carlos Rodríguez (Ineos Grenadiers), non partant ;
- Enric Mas (Movistar).